# Nelson Rivas
Nelson Enrique Rivas López conocido como Tyson Rivas (Pradera, Valle del Cauca, Colombia; 25 de marzo de 1983) es un Exfutbolista colombiano que jugaba de defensa central.

## Trayectoria

### Deportivo Pasto
Inició su carrera deportiva en el Deportivo Pasto.

### Deportes Tolima
Sus buenas actuaciones lo llevaron a Deportes Tolima, club en el que ganaría su primer título nacional en 2003.

### Deportivo Cali
Lograría nuevamente el título dos años después en Deportivo Cali en el cual sale campeón con una destacada actuación.

### River Plate
Fue transferido por una alta suma de dinero a un grande de Argentina y del continente: River Plate, donde por su forma brusca pero no mal intencionada de juego lo llevaron a ganarse el apodo de El Taison.

### Inter de Milan
Este hecho que sirvió para que llegara a una de las mejores ligas del mundo, la italiana, donde alternó regularmente en el Inter de Milán, junto al también defensa central colombiano Iván Ramiro Córdoba. Recientemente con el título de liga italiana que ha obtenido se convierte en el tercer colombiano que sale campeón de una liga europea, junto con Adolfo el Tren Valencia e Iván Ramiro Córdoba.

### AS Livorno
El 24 de agosto de 2009 Nelson Rivas fue cedido a préstamo al AS Livorno  hasta fin de temporada, sin embargo al finalizar el torneo, AS Livorno descendió a segunda división, y retornó al Inter de Milán, dueño de sus derechos deportivos.

### FC Dnipro
En el primer semestre de 2011, Inter de Milán lo vuelve a ceder, esta vez al fútbol ucraniano en el club FC Dnipro Dnipropetrovsk.

### Montreal Impact
En 2012 cambia de equipo para ir a jugar en el Montreal Impact de la Major League Soccer donde también juega el defensa italiano Alessandro Nesta.

## Clubes
| Club                  | País      | Año         |
| --------------------- | --------- | ----------- |
| Deportivo Pasto       | Colombia  | 2002        |
| Deportes Tolima       | Colombia  | 2003        |
| Deportivo Cali        | Colombia  | 2004 - 2006 |
| River Plate           | Argentina | 2007        |
| Inter de Milán        | Italia    | 2007 - 2009 |
| Livorno               | Italia    | 2009 - 2010 |
| Inter de Milán        | Italia    | 2010        |
| Dnipro Dnipropetrovsk | Ucrania   | 2011        |
| Montreal Impact       | Canadá    | 2012 - 2014 |
| Depor Aguablanca      | Colombia  | 2015        |

## Palmarés

### Campeonatos nacionales
| Título              | Club            | País     | Año     |
| ------------------- | --------------- | -------- | ------- |
| Primera División    | Deportes Tolima | Colombia | II-2003 |
| Primera División    | Deportivo Cali  | Colombia | II-2005 |
| Serie A             | Inter de Milán  | Italia   | 2007/08 |
| Supercopa de Italia | Inter de Milán  | Italia   | 2008    |
| Serie A             | Inter de Milán  | Italia   | 2008/09 |

### Torneos internacionales
| Título                            | Club           | País   | Año  |
| --------------------------------- | -------------- | ------ | ---- |
| Copa Mundial de Clubes de la FIFA | Inter de Milán | Italia | 2010 |